# IonQ
IonQ és una empresa de maquinari i programari de computació quàntica amb seu a College Park, Maryland. Estan desenvolupant un programari i un ordinador quàntic d'ions atrapats de propòsit general per generar, optimitzar i executar circuits quàntics.

## Història
IonQ va ser cofundada per Christopher Monroe i Jungsang Kim, professors de la Universitat de Maryland i la Universitat de Duke, respectivament, el 2015, amb l'ajuda de Harry Weller i Andrew Schoen, socis de l'empresa de risc Associats d'empreses noves.
L'empresa és una branca dels 25 anys d'investigació acadèmica dels cofundadors en ciències de la informació quàntica. La investigació de la informàtica quàntica de Monroe va començar com a investigador del personal a l'Institut Nacional d'Estàndards i Tecnologia (NIST) amb el físic guardonat amb el Nobel David Wineland on va dirigir un equip que utilitzava ions atrapats per produir els primers qubits controlables i la primera lògica quàntica controlable, que va culminar amb una arquitectura proposada per a un ordinador d'ions atrapats a gran escala.
Kim i Monroe van començar a col·laborar formalment com a resultat d'iniciatives de recerca més grans finançades per l'Intelligence Advanced Research Projects Activity (IARPA). Van escriure un article de revisió per a Science Magazine titulat Scaling the Ion Trap Quantum Processor, combinant la investigació de Monroe en ions atrapats amb l'enfocament de Kim en el processament d'informació quàntica escalable i el maquinari de comunicació quàntica.
El 2016, van contractar David Moehring de IARPA, on estava a càrrec de diverses iniciatives d'informàtica quàntica, per ser el conseller delegat de la companyia. El 2017, van recaptar una sèrie B de 20 milions de dòlars, liderada per GV (abans Google Ventures) i New Enterprise Associates, la primera inversió que GV ha fet en tecnologia de computació quàntica. Van començar a contractar seriosament l'any 2017, amb la intenció de portar una oferta al mercat a finals de 2018. El maig de 2019, l'antic executiu d'Amazon Prime, Peter Chapman, va ser nomenat nou conseller delegat de la companyia. Aleshores, IonQ es va associar per posar a disposició del públic els seus ordinadors quàntics mitjançant Amazon Web Services, Microsoft Azure i Google Cloud.

## Technologia
El maquinari d'IonQ es basa en una arquitectura d'ions atrapats, a partir de la tecnologia que Monroe va desenvolupar a la Universitat de Maryland i que Kim va desenvolupar a Duke.
El novembre de 2017, IonQ va presentar un document a la Conferència Internacional IEEE sobre Reiniciar la Informàtica on es descriu la seva estratègia tecnològica i el progrés actual. Es descriu l'ús d'una trampa d'ions microfabricada i diversos sistemes òptics i acústico-òptics per refredar, inicialitzar i calcular. També descriuen una API al núvol, enllaços de llenguatge personalitzats i simuladors de computació quàntica que aprofiten la connectivitat completa del seu sistema d'ions atrapats.
IonQ i alguns experts afirmen que els ions atrapats podrien proporcionar una sèrie de beneficis sobre altres tipus de qubits físics en diverses mesures, com ara la precisió, l'escalabilitat, la predictibilitat i el temps de coherència. Altres critiquen els temps operatius lents i la mida relativa del maquinari d'ions atrapats, al·legant que altres tecnologies qubit són igual de prometedores.